# Asellia italosomalica
Asellia italosomalica és una espècie de ratpenat de la família dels hiposidèrids. Viu a Somàlia i l'illa iemenita de Socotra. Nia en coves situades en zones de vegetació àrida i semiàrida. Està amenaçat per l'ús d'insecticides i la pertorbació del seu hàbitat per l'activitat humana. Anteriorment era considerat una subespècie del ratpenat trident comú (A. tridens).